# نوفا ميلانيز
نوفا ميلانيز؛ هي بلدية في مقاطعة مونزا وبريانزا في منطقة لومباردي الإيطالية، وتقع على بعد حوالي 15 كيلومتر (9 ميل) شمال ميلانو. حصلت على اللقب الفخري للمدينة بمرسوم جمهوري. تقع نوفا ميلانو على الحدود مع البلديات التالية: سينيسيلو بالسامو وديسيو وموجيو وباديرنو دونيانو وفاريدو.

## تاريخ
ربط طريق قديم بين ميلانو وكاراتيه بريانزا عبر المدينة ولأن الموقع كان عل 14 كلم من ميلانو كانت تسمى نوفا ميلانيز (تسعة نوفا بالإيطالية). 
في بدايةً القرن العشرين كان النشاط الاقتصادي الرئيسي هو تربية ديدان القز. استمر هذا حتى عشرينيات القرن الماضي عندما ظهر ظهور الألياف الاصطناعية. بالإضافة إلى حبيبات التربة، أنتجت عنبًا ممتازًا ، في الواقع تظهر نوفا ميلانيز جنبًا إلى جنب مع ٢٠ دولة أخرى كأفضل منتج للنبيذ في ترتيب شاعر ميلانو كارلو بورتا في عام ١٨١٥.

## روابط خارجية
- الموقع الرسمي